# Mark Metcalf
Mark Howes Metcalf (11 de marzo de 1946, Findlay, Ohio) es un actor estadounidense de cine y televisión.

## Primeros años
Metcalf acudió al Instituto Westfield en Westfield, New Jersey y está licenciado por la Universidad de Míchigan.

## Carrera

### Trabajo en cine y televisión
Metcalf apareció en la comedia universitaria de 1978 Animal House, donde interpretó a Doug Neidermeyer. Tuvo un papel muy similar en los vídeos musicales de Twisted Sister "We're Not Gonna Take It", como un padre, y "I Wanna Rock", como un profesor de instituto. En cada vídeo, utiliza sus frases características de Animal House.
Interpretó a un personaje muy similar en la película de 1996 The Stupids y en la sitcom Teen Angel. Sus otras películas incluyen Julia (1977), Chilly Escenes of Winter (1979), Where the Buffalo Roam (1980), The Final Terror (1983), The Heavenly Kid (1985), One Crazy Summer (1986), Mr. North (1988), Oscar (1991) y Sorority Boys (2002).
En el drama policial Hill Street Blues, Metcalf tuvo un papel clave en la primera temporada como el Agente Harris, a menudo chocando con su socio, el Agente Santini. Aun así, el papel acabó cuando el personaje de Metcalf es asesinado en el episodio "Up in Arms".
En los años 1997–2003 apareció en el espectáculo televisivo Buffy the Vampire Slayer y su spinoff, Ángel, donde Metcalf hizo el papel del primer supervillano de la serie, un vampiro llamado "El Maestro". Como coincidencia, también personificó un personaje llamado "el Maestro", cuyo nombre real era Robert "Bob" Cobb, en dos episodios de Seinfeld.

### Trabajo en el teatro
Metcalf trabaja en el First Stage Children's Theather. Una de las obras que ejecutó se llamaba Las Verdaderas Confesiones de Charlotte Doyle, basada en la novela de Avi. Otra obra en la que apareció fue Holes a principios de los 2000. Es un invitado frecuente en el espectáculo de Bob & Brian en WHQG-FM y escribe para la Third Coast Digest. Es también voluntario en la Alzheimer's Association y ha escrito sobre el documental del Alzheimer, I Remember Better When I Paint (Recuerdo Mejor cuando Pinto).

## Vida personal
Metcalf ha salido con las actrices Glenn Close y Carrie Fisher. Se mudó a Milwaukee, Wisconsin en el año 2000. Metcalf y su exmujer, Libby, tienen un niño, Julius. Metcalf vivió en Bayside, Wisconsin hasta mediados de 2013 cuando se mudó a Montana.
Contrariamente a la creencia popular, Mark no es el hermano de la actriz Laurie Metcalf.